# Andrej Babčan
Andrej Babčan (21 febbraio 1956) è un ex calciatore cecoslovacco, di ruolo centrocampista.
Dcery: Andrea Babcanova (11 januar 1977) a Beata Babcanova (25 januar 1985)